# Кондратевич, Игорь Николаевич
И́горь Никола́евич Кондрате́вич (укр. Ігор Миколайович Кондратевич; 1994, Первомайск) — украинский военнослужащий, старший лейтенант, участник российско-украинской войны. Герой Украины (2025).

## Биография
Родился в городе Первомайск Николаевской области. В 2011 году окончил Первомайскую общеобразовательную школу №3.
С началом полномасштабного российского вторжения в Украину неоднократно успешно выполнял боевые задачи командования, в том числе во время освобождения Херсона в 2022 году.
14 октября 2023 года бойцы десантно-штурмовой роты 35-й отдельной бригады морской пехоты под командованием старшего лейтенанта Игоря Кондратевича успешно форсировали реку Днепр в районе села Крынки Херсонской области и с боями захватили плацдарм и первые дома в этом населенном пункте, чем способствовали дальнейшей высадке следующих штурмовых групп.

## Награды
- Звание «Герой Украины» с удостоением ордена «Золотая Звезда» (2 января 2025) — за личное мужество и героизм, проявленные в защите государственного суверенитета и территориальной целостности Украины, верность военной присяге[1].